# Fuggerhuis (Schwaz)

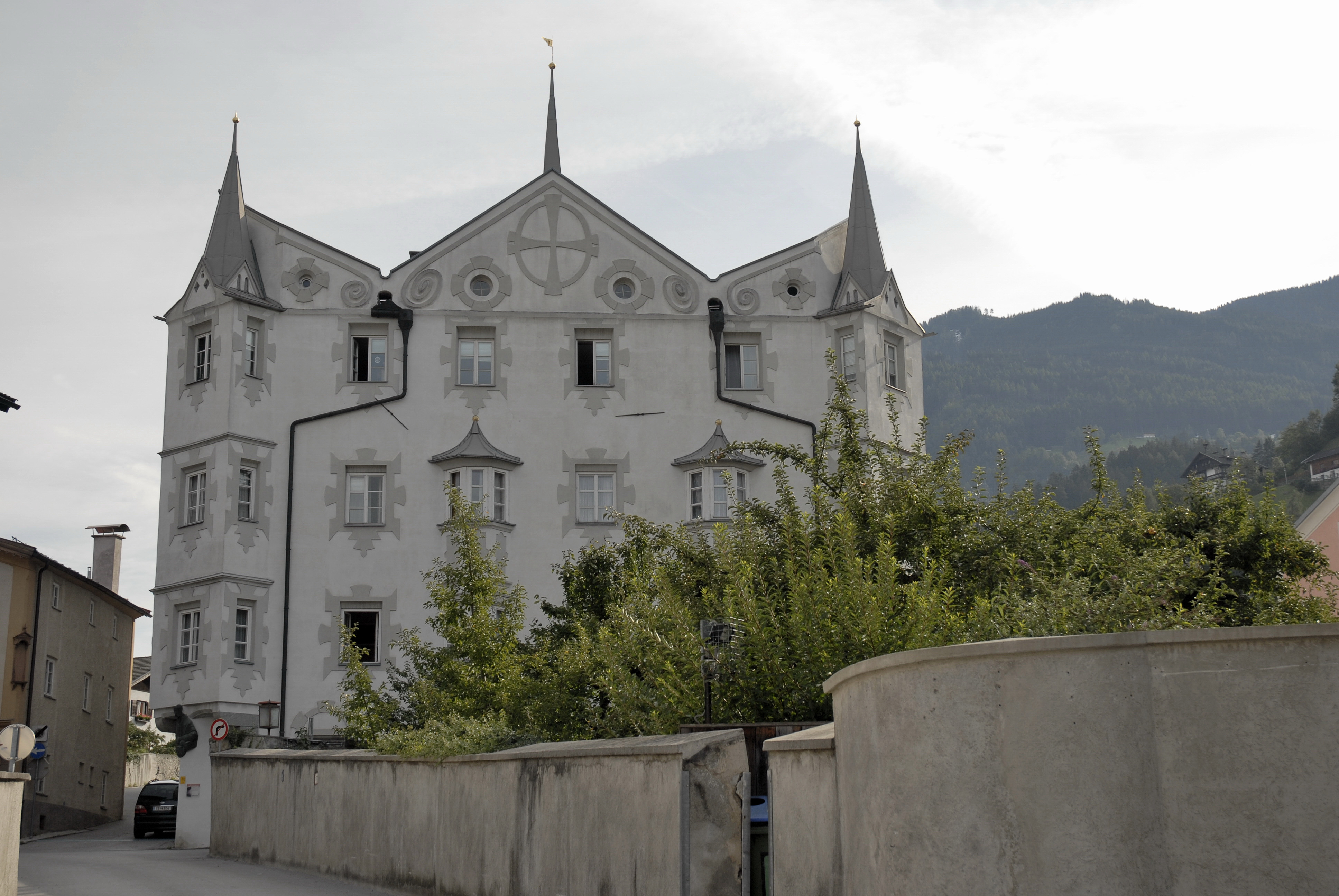
Fuggerhuis Schwaz

Het Fuggerhuis (Duits:Fuggerhaus) is een voormalig stadspaleis of koopmanshuis/herenhuis van het bankiers- en koopmansgeslacht Fugger in het Oostenrijkse-Tirolse Schwaz. Vanuit dit gebouw en deze stad begon men met het exploiteren van een zilvermijn. Door deze zilvermijn begon het familiekapitaal te groeien en kon de familie uitgroeien tot het Bankiers en Koopmansgeslacht die ze geworden is. Het gebouw stamt uit de Renaissance en werd gebouwd in 1525 voor Anton Fugger